# Rośliny mięsożerne

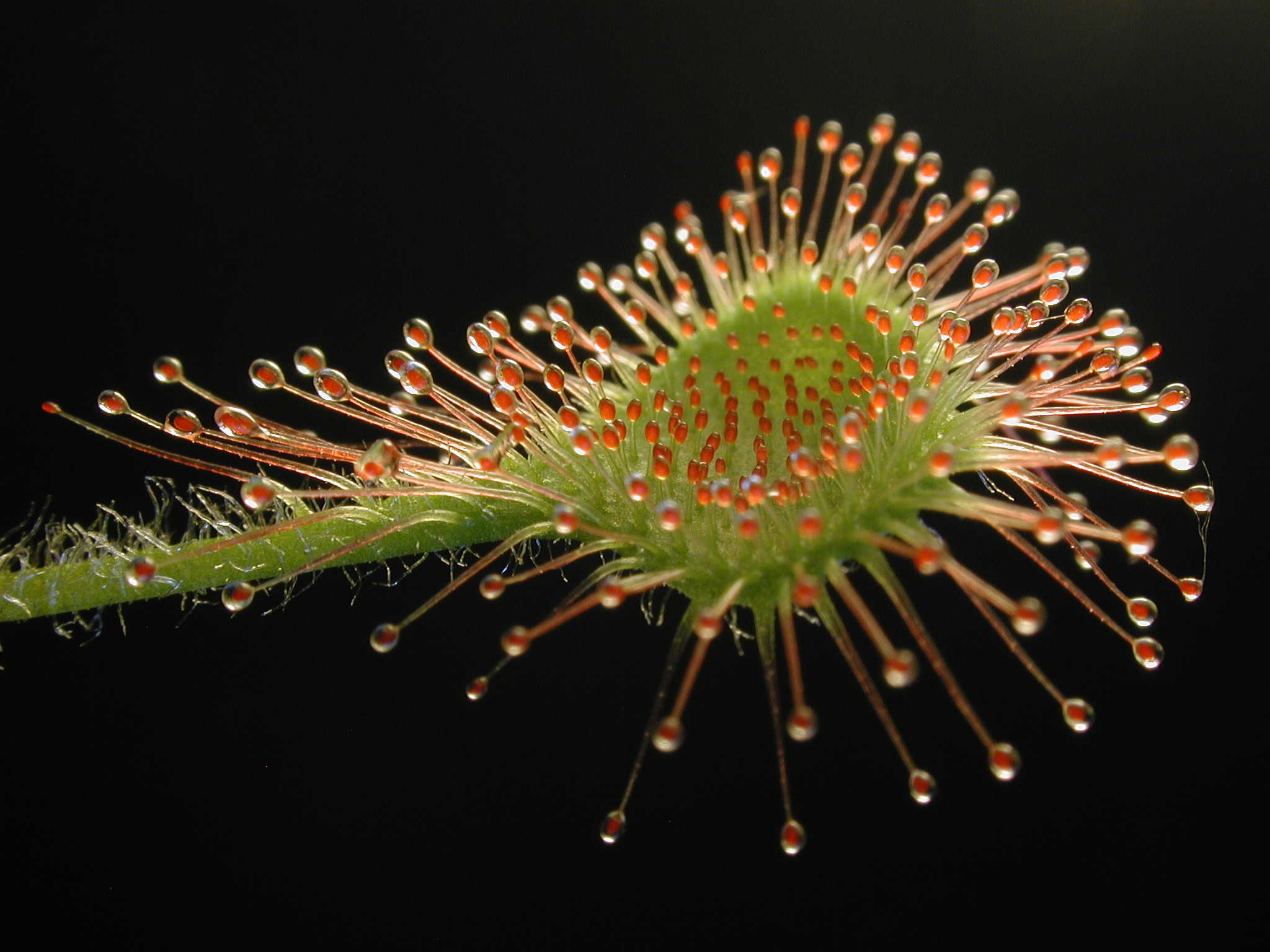
Liść rosiczki okrągłolistnej

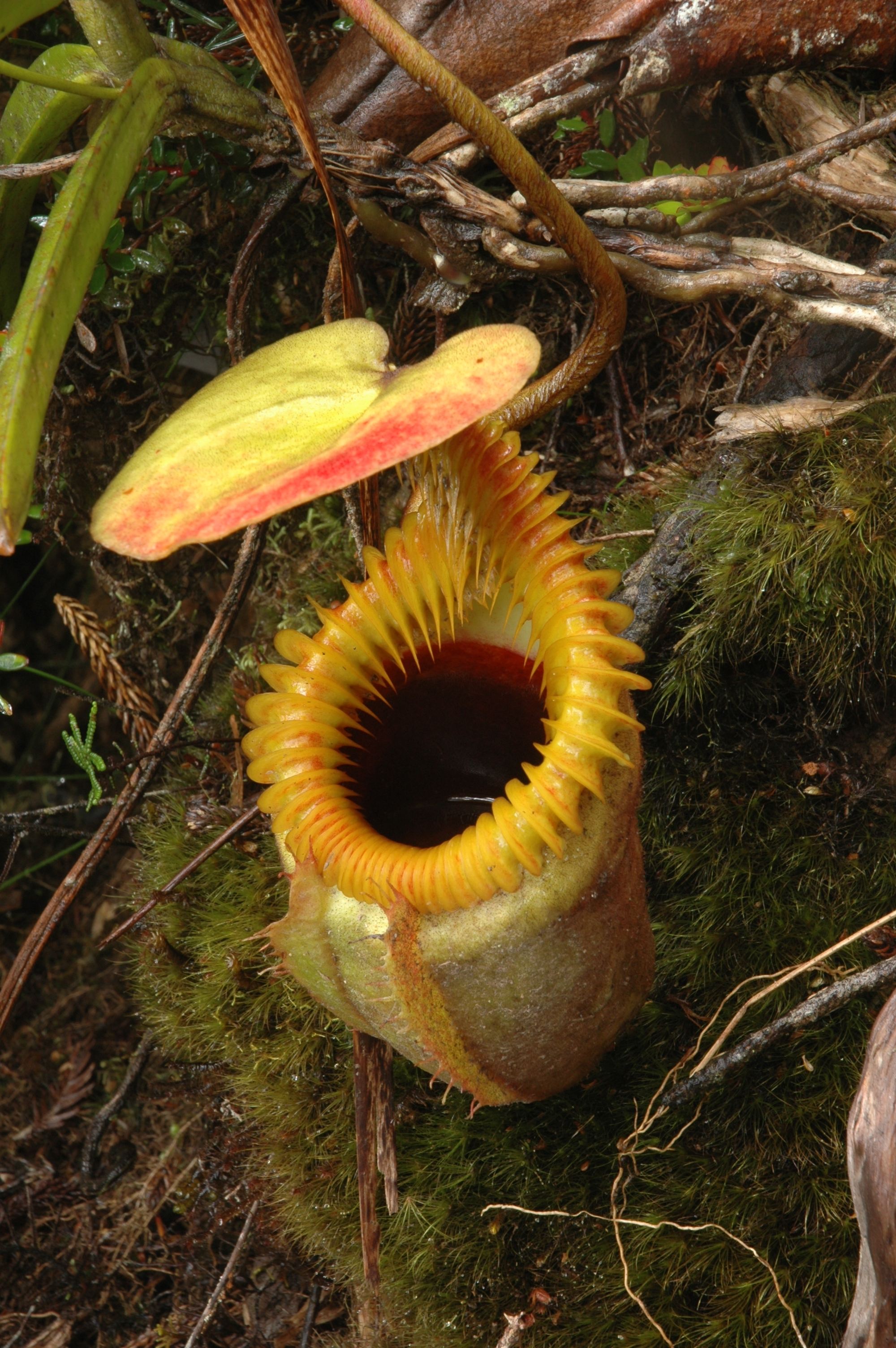
Liść dzbanecznika owłosionego

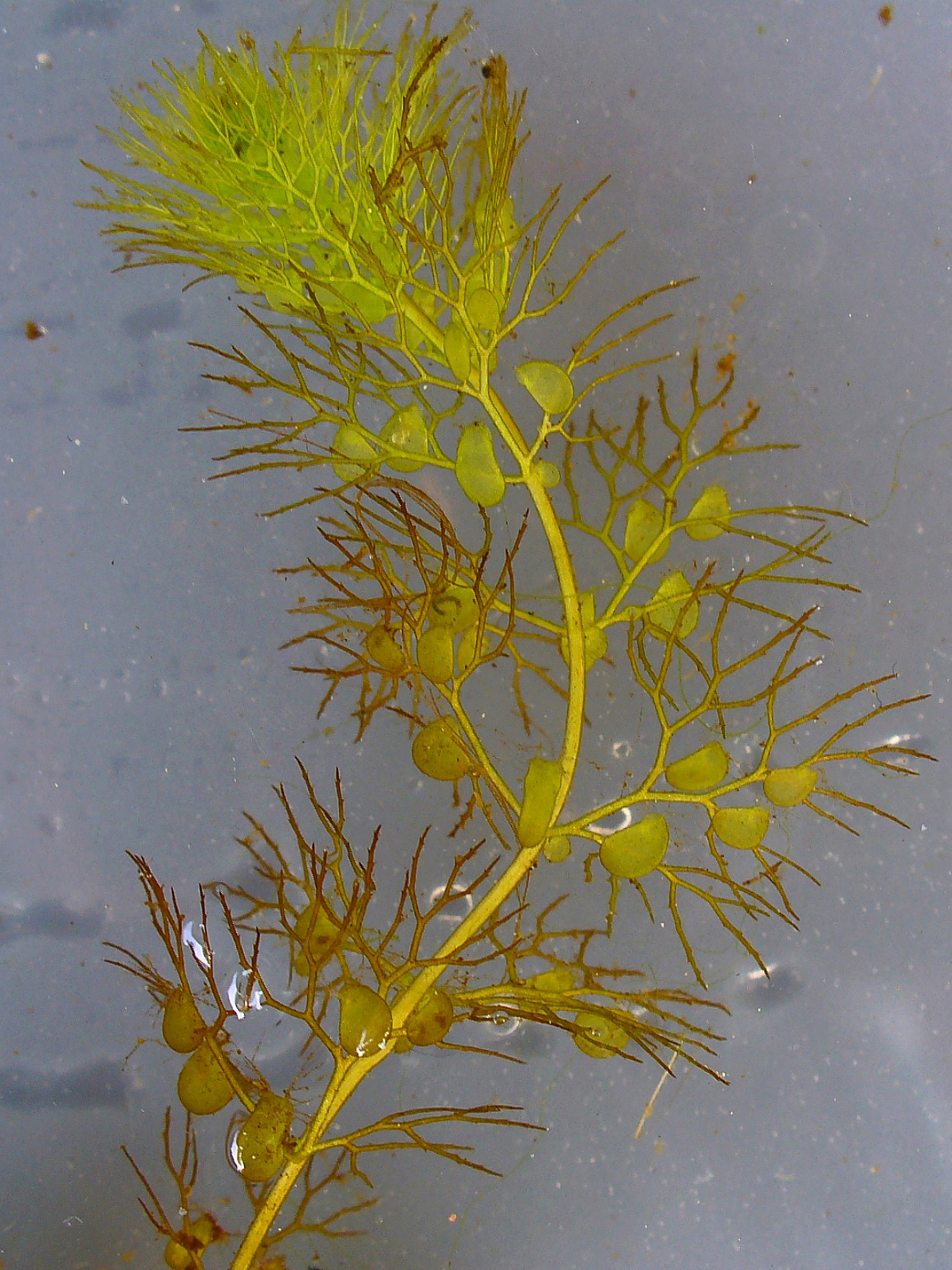
Pęd pływacza zwyczajnego

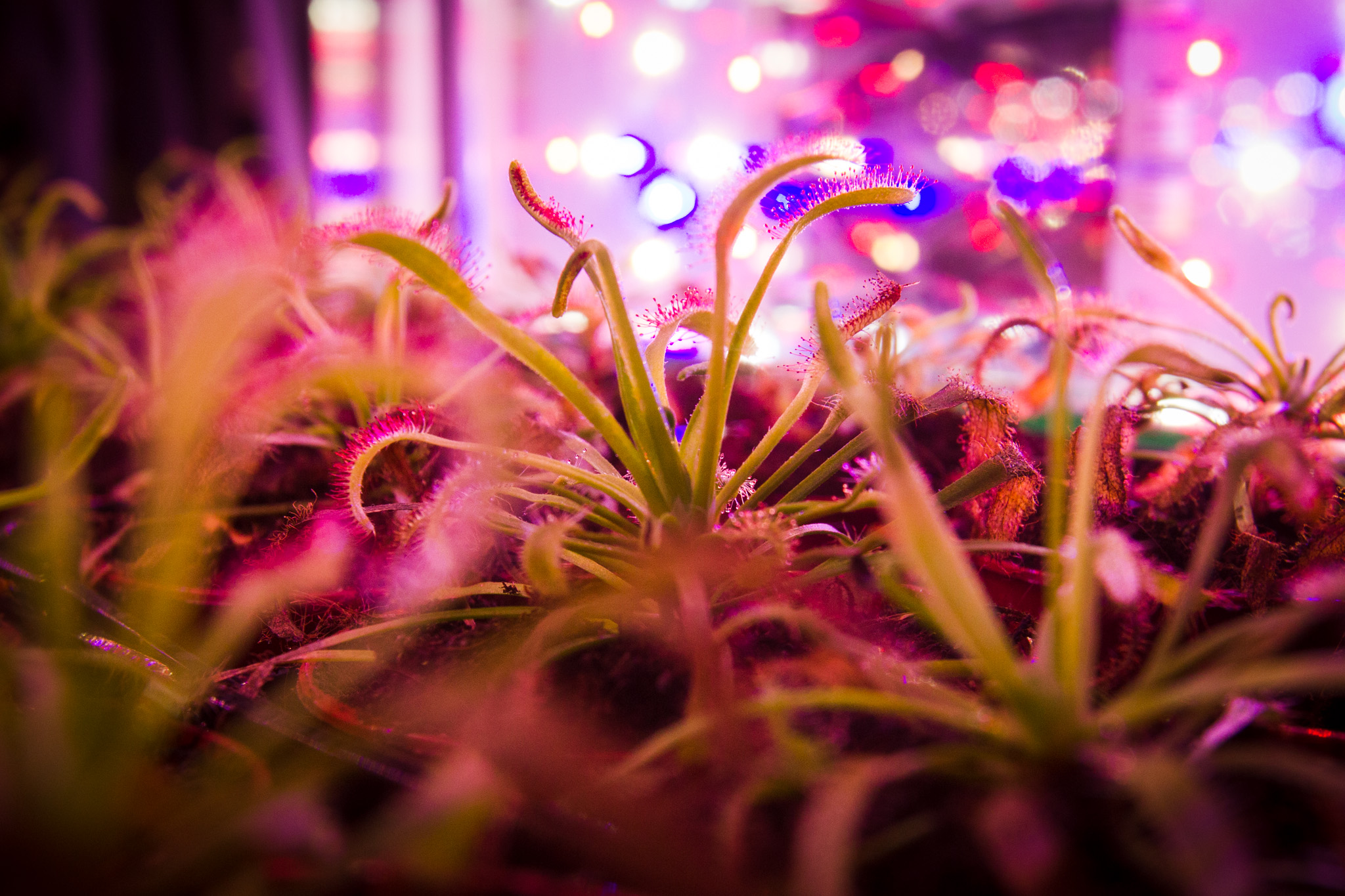
Rośliny owadożerne w laboratorium biologicznym, Centrum Nauki Kopernik

Rośliny mięsożerne (łac. plantae carnivorae), znane też jako rośliny owadożerne (łac. plantae insectivorae), przy czym termin pierwszy wskazywany jest jako bardziej poprawny, ze względu na szerokie spektrum ofiar. Jest to grupa ekologiczna roślin, której przedstawiciele wabią i chwytają zwierzęta za pomocą różnie przystosowanych w tym celu liści pułapkowych oraz odżywiają się pokarmem zwierzęcym. Ofiarami są najczęściej owady, pajęczaki, niewielkie skorupiaki (np. dafnie, oczliki) i ślimaki. W naturze rośliny mięsożerne występują głównie w siedliskach, które są wyjątkowo niekorzystne dla prawidłowego wzrostu i rozwoju dla innych gatunków roślin, np. w szczelinach skał, na terenach piaszczystych, torfowiskach wysokich i przejściowych oraz w wodach oligotroficznych. 
Wśród 300 000 roślin naczyniowych z całego świata do grupy mięsożernych należy zaledwie około 650–700 gatunków, reprezentujących 17 rodzajów z 10 rodzin, należących wyłącznie do roślin okrytozalążkowych, przede wszystkim dwuliściennych. Adaptacja ta powstała pięciokrotnie. Należą tu (w układzie systematycznym według systemu APG III) następujące rodzaje: 
- rząd: goździkowce (Caryophyllaceae)
  - rodzina: dzbanecznikowate (Nepenthaceae)
    - rodzaj: dzbanecznik (Nepenthes)

  - rodzina: rosiczkowate (Droseraceae)
    - rodzaj: aldrowanda (Aldrowanda)
    - rodzaj: rosiczka (Drosera)
    - rodzaj: muchołówka (Dionaea)
    - rodzaj: † Archaeamphora
    - rodzaj: † Droserapites
    - rodzaj: † Droserapollis
    - rodzaj: † Droseridites
    - rodzaj: † Fischeripollis
    - rodzaj: † Palaeoaldrovanda
    - rodzaj: † Saxonipollis

  - rodzina: rosolistnikowate (Drosophyllaceae)
    - rodzaj: rosolistnik (Drosophyllum)

  - rodzina: Dioncophyllaceae
    - rodzaj: Triphyophyllum
- rząd: wrzosowce (Ericales)
  - rodzina: kapturnicowate (Sarraceniaceae)
    - rodzaj: darlingtonia (Darlingtonia)
    - rodzaj: kapturnica (Sarracenia)
    - rodzaj: heliamfora (Heliamphora)

  - rodzina: tuliłezkowate (Roridulaceae)
    - rodzaj: tuliłezka (Roridula)
- rząd: szczawikowce (Oxalidales)
  - rodzina: cefalotowate (Cephalotaceae)
    - rodzaj: cefalotus (Cephalotus)
- rząd: jasnotowce (Lamiales)
  - rodzina: byblisowate (Byblidaceae)
    - rodzaj: byblis (Byblis)

  - rodzina: pływaczowate (Lentibulariaceae)
    - rodzaj: pływacz (Utricularia)
    - rodzaj: tłustosz (Pinguicula)
    - rodzaj: genlisea (Genlisea)

  - rodzina: babkowate (Plantaginaceae)
    - rodzaj: Philcoxia
- rząd: wiechlinowce (Poales)
  - rodzina: bromeliowate (Bromeliaceae)
    - rodzaj: Brocchinia
    - rodzaj: katops (Catopsis)

Poza roślinami tradycyjnie zaliczanymi do mięsożernych, występują rośliny korzystające z pożywienia zwierzęcego w fazie nasienia. Tak jest w przypadku tasznika pospolitego. Jego nasiona otacza śluz zawierający związki chemiczne wabiące nicienie, pierwotniaki i bakterie glebowe, toksyny, które je zabijają oraz proteazy rozkładające ich białka. Pozyskiwane w ten sposób aminokwasy odżywiają zarodek i kiełkującą roślinę.

## Rośliny mięsożerne w Polsce
Na obszarze Polski występuje 14 gatunków roślin mięsożernych, reprezentujących 4 rodzaje z 2 rodzin klasy dwuliściennych: 
- aldrowanda Aldrovanda
  - A. vesiculosa L. – aldrowanda pęcherzykowata
- rosiczka Drosera
  - D. anglica Huds. – rosiczka długolistna
  - D. intermedia Hayne – rosiczka pośrednia
  - D. ×obovata Mert. & W. D. J. Koch – rosiczka owalna
  - D. rotundifolia L. – rosiczka okrągłolistna
- tłustosz Pinguicula
  - P. alpina L. – tłustosz alpejski
  - P. vulgaris L. – tłustosz pospolity
    - P. vulgaris L. subsp. vulgaris – t. pospolity typowy
    - P. vulgaris subsp. bicolor (Woł.) Á. Löve & D. Löve – t. pospolity dwubarwny
- pływacz Utricularia
  - U. australis R. Br. – pływacz zachodni, p. zaniedbany
  - U. bremii Heer – pływacz drobny
  - U. intermedia Hayne – pływacz średni, p. pośredni
  - U. minor L. – pływacz drobny, p. mniejszy
  - U. ochroleuca R. W. Hartm. – pływacz krótkoostrogowy, p. żółtobiały
  - U. stygia G. Thor
  - U. vulgaris L. – pływacz zwyczajny

Na tle innych krajów europejskich, flora roślin mięsożernych Polski jest stosunkowo bogata i różnorodna. Najwięcej gatunków z tej grupy odnotowano we Francji i Hiszpanii (po około 17). Tylko w Polsce, obok Hiszpanii, Rosji, Rumunii i Węgier, stwierdzono przedstawicieli czterech rodzajów roślin mięsożernych.

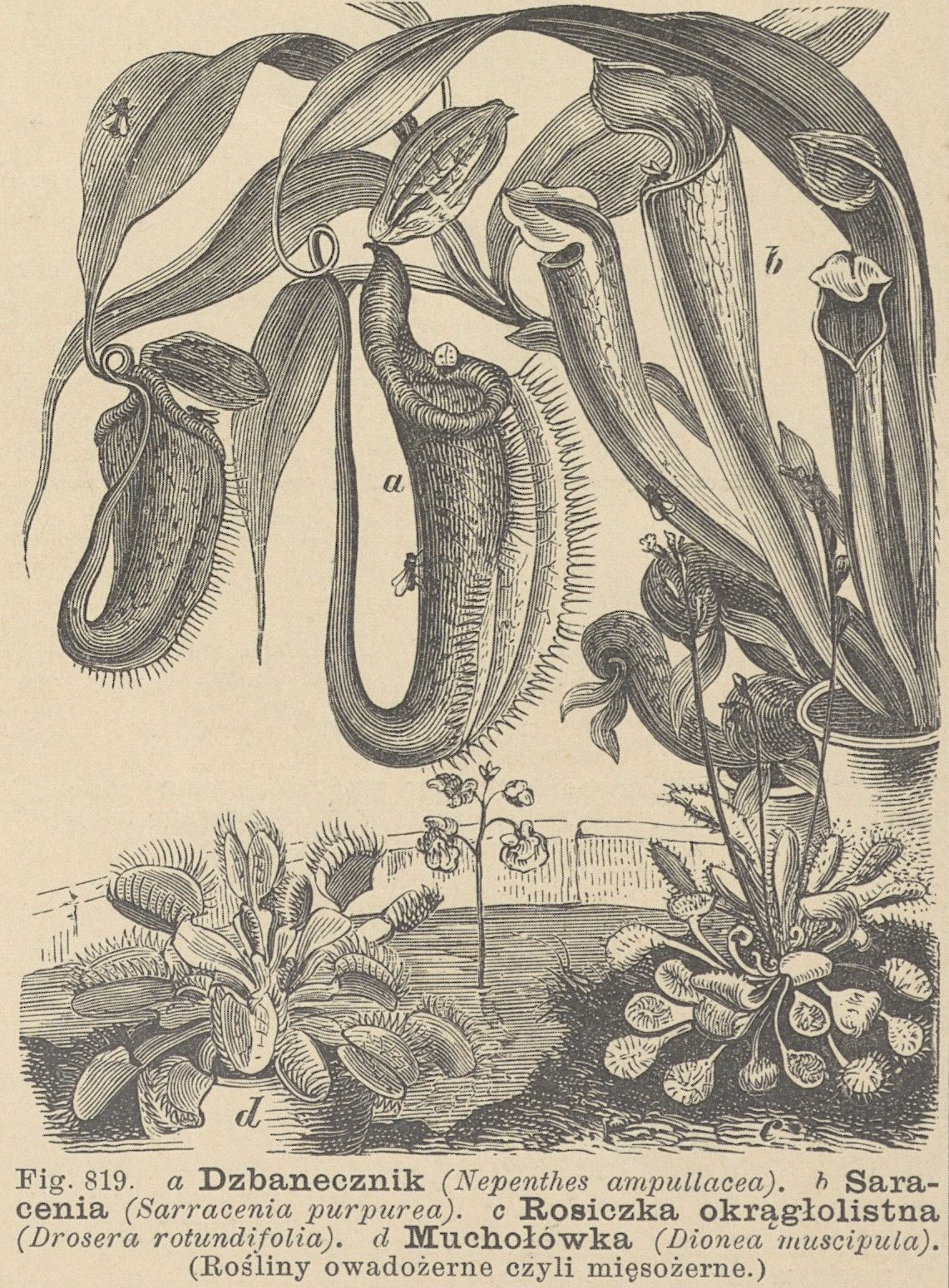
Rośliny owadożerne na rycinie z 1900 r.